# 市原緑地運動公園
市原緑地運動公園（いちはらりょくちうんどうこうえん）は、千葉県市原市岩崎にある運動公園。

## 概要
国道16号沿いにある運動公園で、各種スポーツ施設が利用できる。また、緑地帯が南北に長く延びて存在しており、すぐそばにある工業地帯から発生する大気汚染などの公害を防ぐための緩衝緑地となっている。多くの市民大会やイベントに利用されており、春先には桜並木を楽しむことができる。

## 施設
- 野球場

市原臨海球場
- 陸上競技場

市原緑地運動公園臨海競技場　トラック1周400m×8コース、天然芝フィールド
- プール

50m×8コース、幼児用プール
- テニスコート

第一庭球場　砂入り人工芝コート6面
第二庭球場　砂入り人工芝コート6面
- 体育館

バスケットボールコート2面
バレーボールコート3面
バドミントンコート8面
- 緩衝緑地帯

## 公園内施設画像

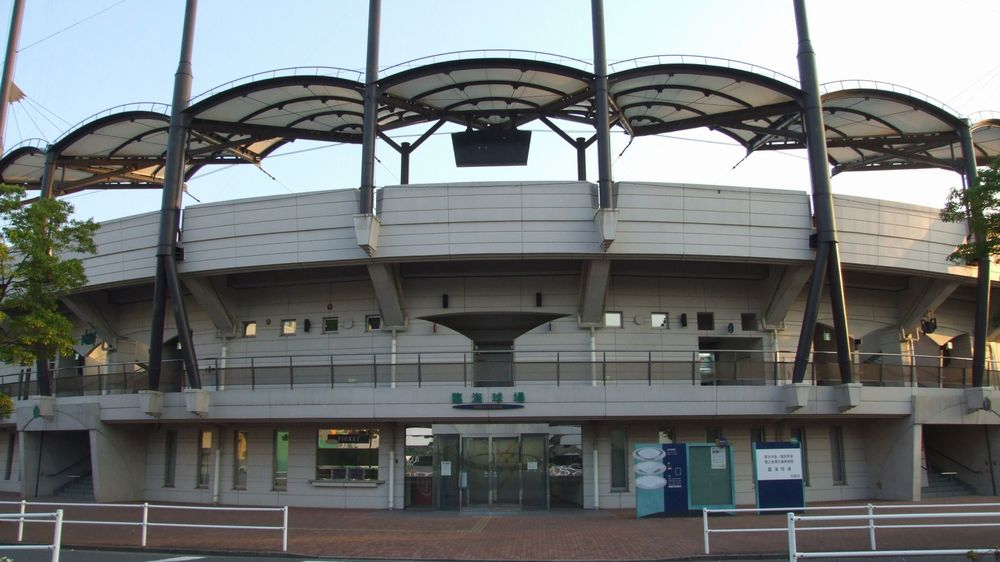
市原臨海球場
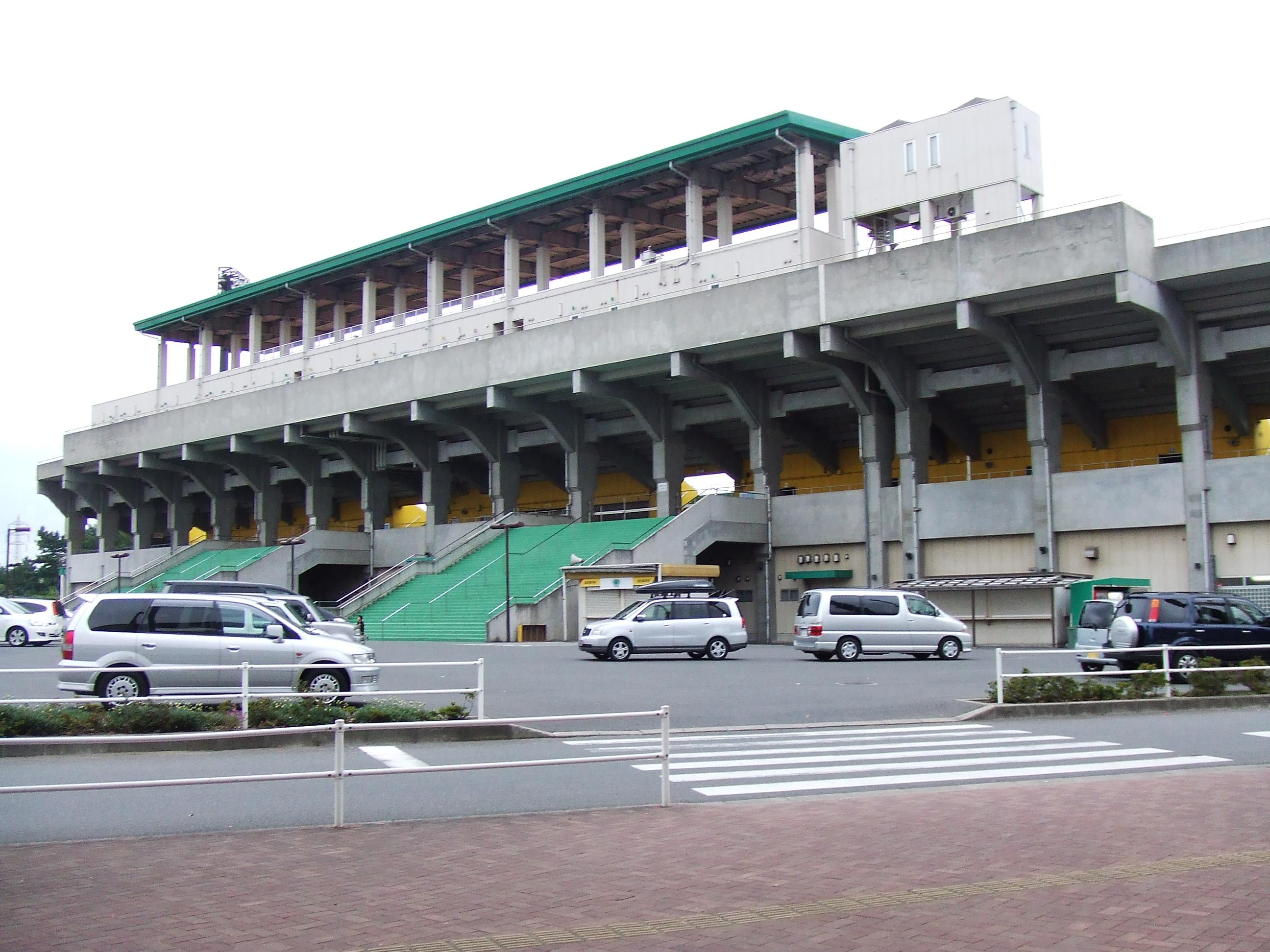
市原緑地運動公園臨海競技場
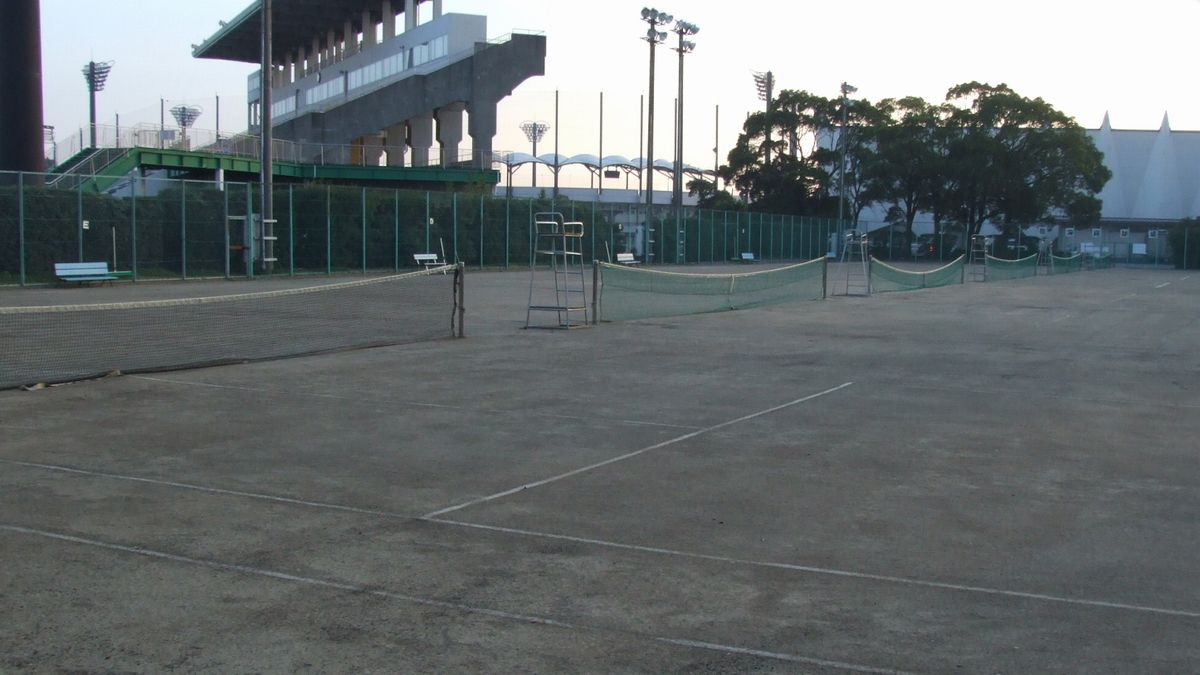
臨海第一庭球場
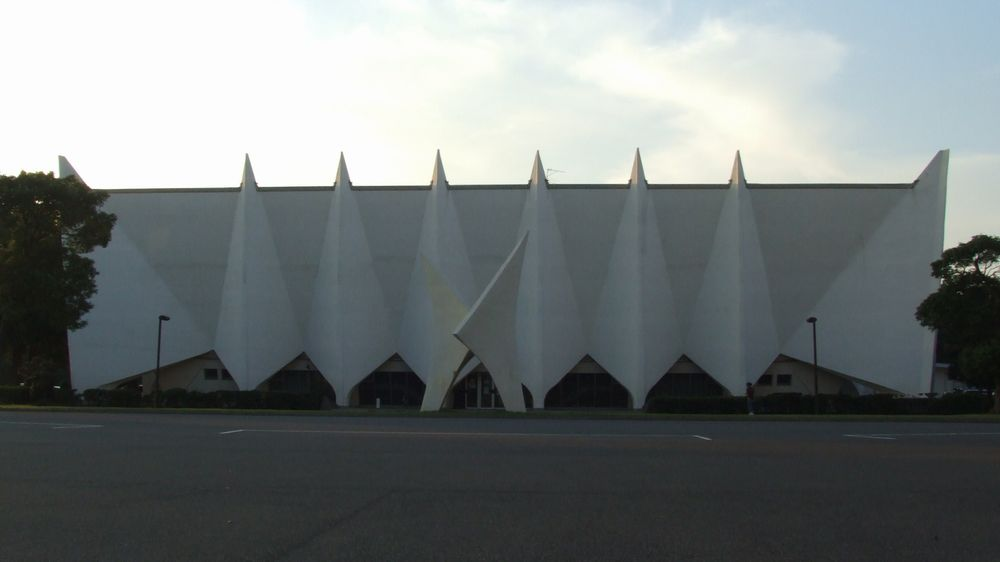
臨海体育館

## 交通アクセス
内房線（JR東日本）・小湊鉄道 - 五井駅西口から
- 臨時バスで約5分
- 小湊鉄道バスの潮見通り・アピタ前経由   姉ケ崎駅西口行きバスに乗車、「吹上通り角」下車。約10分。

そこから徒歩15分。

内房線姉ケ崎駅西口から
- 小湊鉄道バスの潮見通り・アピタ前経由五井駅西口行きバスに乗車、「玉前西一丁         目」下車。約15分。

そこから徒歩約15分

## 施設命名権
2012年秋に臨海競技場、臨海球場と、市原市能満にある別施設の市原市中央武道館の3点セットで命名権を公募し、審査の結果、地元市原市でオリジナルユニフォーム・Tシャツの制作やゴルフ・つり具のリサイクル事業を展開しているゼットエー株式会社がそれを取得し、それぞれ「ゼットエー・オリプリスタジアム」、「ゼットエー・ボールパーク」、「ゼットエー武道場」とすることが決まった。